# شانلي كاسويل
شانلي كاسويل (بالإنجليزية: Shanley Caswell)‏ هي ممثلة أمريكية، ولدت في 1 ديسمبر 1991 في الولايات المتحدة.

## وصلات خارجية
- شانلي كاسويل على موقع IMDb (الإنجليزية)
- شانلي كاسويل على موقع قاعدة بيانات الفيلم (الإنجليزية)